# الواسطه العليا (نجرة)

تعديل مصدري - تعديل

الواسطه العليا هي إحدى قرى عزلة القيلة بمديرية نجرة التابعة لمحافظة حجة، بلغ تعداد سكانها 247 نسمة حسب تعداد اليمن لعام 2004.